# Międzynarodowy Park La Amistad
Międzynarodowy Park La Amistad (hiszp. Parque Internacional La Amistad) – transgraniczny park narodowy zlokalizowany na granicy kostarykańsko-panamskiej. W 1983 roku został wpisany na listę światowego dziedzictwa UNESCO. Powierzchnia parku obejmuje 4061,47 km² – 1991,47 km² w Kostaryce i 2070,00 km² w Panamie.

## Geografia
Międzynarodowy Park La Amistad leży na granicy Kostaryki i Panamy. Jest największym parkiem narodowym w Kostaryce. Park ma za zadanie chronić dużą część pasma górskiego Cordillera de Talamanca, w tym najwyższy punkt w Kostaryce, Cerro Chirripó (3819 metrów n.p.m.). Cordillera de Talamanca obejmuje jeden z największych zachowanych kompleksów lasów tropikalnych w Ameryce Centralnej. Park jest zamieszkiwany przez cztery rdzenne plemiona indiańskie.

## Fauna
Park zamieszkuje około 215 gatunków ssaków, 600 gatunków ptaków, 300 gatunków gadów i płazów oraz 115 gatunków ryb.